# トミー・メディカ
トーマス・アンソニー・メディカ（Thomas Anthony Medica, 1988年4月9日 - ）は、アメリカ合衆国カリフォルニア州サンノゼ出身の元プロ野球選手（一塁手）。右投右打。

## 経歴

### プロ入り前
サンタクララ大学時代の2007年には2007年パンアメリカン競技大会のアメリカ合衆国代表に選出された。また、第11回ワールドポート・トーナメントのアメリカ合衆国代表にも選出され、それぞれ銀メダルを獲得した。

### プロ入りとパドレス時代
2010年のMLBドラフトでサンディエゴ・パドレスから14巡目（全体424位）指名を受けてプロ入り。当時のポジションは捕手だった。契約後、A-級ユージーン・エメラルズでプロデビューした。
2013年は、AA級サンアントニオ・ミッションズで76試合に出場して打率.296・18本塁打・57打点の成績を残し、9月のセプテンバーコールアップでメジャー初昇格。9月11日のフィラデルフィア・フィリーズ戦に「6番・一塁手」で先発出場し、5回表にメジャー初安打となるソロ本塁打をクリフ・リーから放った。同年パドレスでは19試合に出場して打率.290・3本塁打・10打点の成績を残した。
2014年のスプリングトレーニングでは、出場機会を増やすために外野での守備練習にも励んだ。開幕はメジャーで迎え、2度のマイナー降格はあったものの、5月下旬以降はメジャーに定着。4番・一塁手で先発起用された8月1日のアトランタ・ブレーブス戦では、5打数5安打・2本塁打・4打点と猛打を振るい、期待に応えた。チームも合計で20安打10得点を挙げて快勝した（最終スコアは10 - 1）。最終的には102試合に出場した。守備面では、一塁の46試合で守備防御点 +4をマークしたほか、左翼でも22試合で出場した。
2015年は、40人枠にはとどまったがマイナー・オプションでAAA級エル・パソ・チワワズに配属された。

### マーリンズ傘下時代
2015年9月8日にウェイバー公示を経てマイアミ・マーリンズへ移籍したが、この年はメジャーでの出場はなかった。
2016年1月13日にエドウィン・ジャクソンの加入に伴い、DFAとなり、21日に40人枠外となった。3月30日に自由契約となった。

## 詳細情報

### 年度別打撃成績
| 年 度    | 球 団    | 試 合 | 打 席 | 打 数 | 得 点 | 安 打 | 二 塁 打 | 三 塁 打 | 本 塁 打 | 塁 打 | 打 点 | 盗 塁 | 盗 塁 死 | 犠 打 | 犠 飛 | 四 球 | 敬 遠 | 死 球 | 三 振 | 併 殺 打 | 打 率 | 出 塁 率 | 長 打 率 | O P S |
| -------- | -------- | ----- | ----- | ----- | ----- | ----- | -------- | -------- | -------- | ----- | ----- | ----- | -------- | ----- | ----- | ----- | ----- | ----- | ----- | -------- | ----- | -------- | -------- | ----- |
| 2013     | SD       | 19    | 79    | 69    | 9     | 20    | 2        | 0        | 3        | 31    | 10    | 0     | 0        | 0     | 0     | 10    | 0     | 0     | 23    | 0        | .290  | .380     | .449     | .829  |
| 2014     | SD       | 102   | 259   | 240   | 31    | 56    | 11       | 2        | 9        | 98    | 27    | 6     | 1        | 0     | 1     | 14    | 0     | 4     | 75    | 5        | .233  | .286     | .408     | .694  |
| MLB：2年 | MLB：2年 | 121   | 338   | 309   | 40    | 76    | 13       | 2        | 12       | 129   | 37    | 6     | 1        | 0     | 1     | 24    | 0     | 4     | 98    | 5        | .246  | .308     | .417     | .725  |

- 2014年度シーズン終了時

### 背番号
- 54（2013年）
- 14（2014年）

### 代表歴
- 2007年パンアメリカン競技大会野球アメリカ合衆国代表
- 2007 ワールドポート・トーナメント アメリカ合衆国代表